# María de la Cabeza
María Toribia, conocida como Santa María de la Cabeza, según la tradición, ya que el dato no consta documentalmente, nació en Caraquiz, municipio de Uceda, provincia de Guadalajara; no obstante, son varias las localidades que se disputan ser el lugar de su nacimiento. Gran parte de su vida transcurrió a lo largo de la vega del río Jarama al lado de su marido, San Isidro. Isidro llegó a estas tierras sirviendo a su amo Iván de Vargas, quien posiblemente ya tenía el señorío de Cobeña, título que otorgó a los Vargas, quizás junto con más tierras y heredades, el rey Alfonso VI tras la conquista de Madrid, debido al apoyo que esta familia le prestó.
Cobeña, Talamanca de Jarama, Caraquiz, Torrelaguna, e incluso Uceda son pueblos vinculados a la vega del Jarama y que reivindican la naturalidad de la santa en su jurisdicción. Más aún, numerosos hechos prodigiosos se vinculan a las tierras de estos lugares que testimonian el posible origen de la Santa.
Tampoco existen datos documentales sobre la fecha de nacimiento ni de defunción y todos se atribuyen a la tradición. No hay datos históricos que puedan confirmar ni desmentir estas tradiciones. En 1629, en su obra A la muy antigua, noble y coronada villa de Madrid : historia de su antigüedad, nobleza y grandeza, Jerónimo de Quintana analizó la cuestión del origen de Santa María de la Cabeza y terminó concluyendo que debió de nacer en Caraquiz o en Uceda.
En 1752, al tratar la cuestión en su obra Historia puntual y prodigiosa de la vida, virtudes y milagros de la bendita María, Francisco Serrano rechazó el argumento de Cobeña pero es de gran interés que detalla las declaraciones de varios cobeñeros sobre el asunto en el expediente de beatificación (el 3 de septiembre de 1613). En otra sección del libro, Francisco Serrano menciona que la familia de los Colodro reclamaba pertenecer a la familia de los Cabeza:
De Cobeña han salido sujetos muy ventajosos, entre los que no merecen menor nombre Álvaro Colodro, uno de los conquistadores de Córdoba, de las familias más distinguidas de este pueblo, que años después emparentaron con los Cabezas, por donde singularmente introducen la demanda para la filiación de nuestra santa labradora (Santa María de la Cabeza). Por último, Antonio de Trueba, en el apéndice a la segunda edición de sus Cuentos Campesinos, en 1865 recoge también esta tradición, que debió de escuchar en la misma Cobeña a mediados del s. XIX:
Fue la esposa de San Isidro Labrador. La tradición cuenta que San Isidro visitaba con asiduidad santuarios y ermitas del contorno de Cobeña, Varios historiadores citan la de Nuestra Señora de Belvis, cerca de Cobeña, incluso la Virgen del Castillo, inmediata a Paracuellos de Jarama. La tradición también cuenta que Iván de Vargas, amo de San Isidro, mandó al santo matrimonio a cuidar de la heredad conocida como La Eraza, que los Vargas tenían en Talamanca.
La iglesia católica confirmó su culto mediante el breve apostólico de 11 de agosto de 1697.

## Biografía
Nació en Cobeña, provincia de Madrid, en una fecha indeterminada entre finales del siglo XI y comienzos del siglo XII. En Torrelaguna conoció a Isidro Labrador, que estaba huyendo de la conquista almorávide. La leyenda cuenta que, cada noche, María soñaba con la Virgen, quien conseguía cruzar el río Jarama extendiendo su purísimo manto sobre las aguas.
María e Isidro tan solo tuvieron un hijo, al que las tradiciones populares atribuyen el nombre de Illán. Uno de los milagros más conocidos del santo es aquel según el cual el niño cayó a un pozo muy profundo. Santa María rogó a su marido que lo salvase y al instante el agua del pozo subió milagrosamente hasta el brocal, llevando al niño sobre sus aguas intacto. Durante muchos años se creyó que este milagro había sucedido en la casa de Iván de Vargas en el solar que hoy ocupa el Museo de San Isidro, llamado desde 2007 hasta finales de 2012 Museo de los Orígenes, hasta que las excavaciones arqueológicas realizadas en ese lugar en los años 1990 demostraron que el pozo pudo ser muy posterior al tiempo de San Isidro, y un estudio realizado recientemente aclaró el lugar exacto donde sucedió el milagro: en la Morería Vieja, en el actual Colegio de San Ildefonso de Madrid.
La tradición continúa diciendo que se separó de su marido, de mutuo acuerdo, para dedicarse ambos a la vida contemplativa, y que ella volvió a su Jarama natal para cuidar de la ermita de la Piedad, situada cerca de Torrelaguna (actualmente pertenece a Uceda). Aquí, sigue la tradición, tuvo que sufrir las calumnias de algunos vecinos, que la acusaban de cometer adulterio, y estas habladurías llegaron a Isidro, quien decidió comprobar por sí mismo su veracidad. Isidro contempló a escondidas a su mujer cruzando el río Jarama de manera milagrosa sobre un manto, convenciéndose así de su inocencia. La actual urbanización de Caraquiz conserva el lugar, junto al río, donde supuestamente sucedió este milagro.
Al morir, se cree, deseó ser enterrada en la dicha ermita de la Piedad, que actualmente está en manos particulares, y en ruinas. De allí fueron trasladados al convento franciscano de Torrelaguna. Pero en 1654, por orden del rey Felipe IV, se exhumaron sus restos y se llevaron a Madrid para que reposaran junto con los de su esposo. Esta polémica operación se realizó de manera secreta para los vecinos de Torrelaguna, que se habrían opuesto rotundamente. Desde el siglo XVIII se conservan en la Colegiata de San Isidro de Madrid.
El apelativo “de la Cabeza” se debe, precisamente, a que su principal reliquia fue su cráneo, venerado durante varios siglos, y que ahora yace en la urna de Madrid.

## Festividades y homenajes
La festividad de Santa María de la Cabeza se celebra el 9 de septiembre, que es fiesta local en Uceda y en Torrelaguna. En el callejero madrileño existen, nombrados en su honor, el paseo de Santa María de la Cabeza y la glorieta de Santa María de la Cabeza. En el puente de Toledo, sobre el río Manzanares, hay sendas esculturas de los dos esposos.

## Patronazgos

### España
Santa María de la Cabeza es la patrona de La Orotava en la isla de Tenerife, junto a su esposo San Isidro.

## En el cine
- Isidro, el labrador (1964). Interpretada por María Mahor.[7]